# Магомедов, Ибрагим Амиралиевич
 Ибраги́м Магоме́дов  (род. 10 февраля 1995, Республика Дагестан) — российский боец смешанных единоборств, выступающий под эгидой ACA. Чемпион гран-при Tech-Krep Prime Selection  в среднем весе.

## Биография
Ибрагим родился и вырос в Республике Дагестан. По этническому происхождению является аварцем.В детстве занимался Вольной борьбой и выступал на региональных турнирах.
Проведя спортивное детство на ковре и окончив среднюю школу, Ибрагим поступил в Дагестанский государственный педагогический университет.В этот период и началось его шествие в мир смешанных единоборств.
Начинал тренироваться в бойцовском клубе «Горец» (Дагестан), вскоре став чемпионом Дагестана по боевому самбо и чемпионом СКФО по смешанному боевому единоборству. 
Яркая и недолгая любительская карьера  - не заставила долго ждать предложений от профессиональных лиг. 
В 2017 году одержал яркую победу в гран-при Tech-Krep Prime Selection  в среднем весе. В 2018 году вышел на коротком уведомлении и одержал победу в промоушене ACB.
В том же году подписал контракт, где и выступает по сей день.
Тренируется с другими бойцами мировых лиг Рашидом Магомедовым, Магомедом Анкалаевым, Рамазаном Эмеевым.

## Титулы
- Чемпион гран-при Tech-Krep Prime Selection в среднем весе (84 кг)

## Статистика ММА
| Боёв 12          | Побед 10 | Поражений 2 |
| ---------------- | -------- | ----------- |
| Нокаутом         | 4        | 0           |
| Решением         | 6        | 1           |
| Дисквалификацией | 0        | 1           |

| Результат | Рекорд | Соперник              | Способ                          | Турнир                                 | Дата             | Раунд | Время | Место             | Примечание                                                 |
| --------- | ------ | --------------------- | ------------------------------- | -------------------------------------- | ---------------- | ----- | ----- | ----------------- | ---------------------------------------------------------- |
| Победа    | 10-2   | Клебер Соуза          | KO (Knee to the Body)           | ACA 151 - Abiltarov vs. Gomes          | 27 января 2022   | 3     | 1:33  | Казань, Россия    |                                                            |
| Победа    | 9-2    | Русимар Пальярес      | TKO (Punches)                   | ACA 140 - Reznikov vs. Ramos           | 17 июня 2022     | 1     | 2:09  | Сочи, Россия      |                                                            |
| Победа    | 8-2    | Даниэль Соуза Перейра | KO (Punches)                    | ACA 134 - Bagov vs. Koshkin            | 17 декабря 2021  | 1     | 1:27  | Краснодар, Россия |                                                            |
| Поражение | 7-2    | Бартош Лещко          | Disqualification (Illegal Knee) | ACA 128 - Absolute Championship Akhmat | 11 сентября 2021 | 1     | 3:14  | Минск, Белоруссия |                                                            |
| Победа    | 7-1    | Ирвинг Ромеро Мачадо  | Decision (Unanimous)            | ACA 119 - Froes vs. Da Silva           | 12 марта 2021    | 5     | 5:00  | Краснодар, Россия |                                                            |
| Победа    | 6-1    | Азамат Бекоев         | Decision (Split)                | ACA 116 - Balaev vs. Froes             | 18 декабря 2020  | 3     | 5:00  | Москва, Россия    | «Лучший бой вечера».                                       |
| Поражение | 5-1    | Артём Фролов          | Decision (Unanimous)            | ACA 106 - Absolute Championship Akhmat | 13 июля 2020     | 5     | 5:00  | Сочи, Россия      |                                                            |
| Победа    | 5-0    | Абдурахман Джанаев    | Decision (Unanimous)            | ACA 100 - Grozny                       | 4 октября 2019   | 3     | 5:00  | Грозный, Россия   |                                                            |
| Победа    | 4-0    | Рафаэль Ксавье        | Decision (Unanimous)            | ACB 83 - Borisov vs. Kerimov           | 24 мая 2018      | 3     | 5:00  | Баку, Азербайджан |                                                            |
| Победа    | 3-0    | Умар Гайсумов         | Decision (Unanimous)            | ACB 78 - Young Eagles 24               | 13 января 2018   | 3     | 5:00  | Грозный, Россия   | Дебют в ACB.                                               |
| Победа    | 2-0    | Евгений Беляев        | Decision (Unanimous)            | Tech-Krep FC - Prime Selection 17      | 18 августа 2017  | 3     | 5:00  | Краснодар, Россия | Бой за пояс. Финал гран-при Tech-Krep Prime Selection.     |
| Победа    | 1-0    | Ислам Гугов           | TKO (Punches)                   | Tech-Krep FC - Prime Selection 15      | 19 мая 2017      | 2     | 3:30  | Краснодар, Россия | Дебют в ММА. Полуфинал гран-при Tech-Krep Prime Selection. |